# Bisdom Dromore
Bisdom Dromore  (Latijn: Dioecesis Dromorensis, Iers: Deoise an Droma Mhóir) is een rooms-katholiek bisdom in Noord-Ierland met zetel in Dromore.
Het bisdom is gegroeid uit de abdij die in de 6e eeuw gesticht was door Sint Colman. Het bisdom werd in 1842 samengevoegd met de bisdommen Down en Connor tot het bisdom Down and Connor en in 1945 gesplitst, waarbij het bisdom Dromore onafhankelijk werd en Down and Connor samenbleven.
Het bisdom Dromore ressorteert thans onder het aartsbisdom Armagh. Het heeft 192.100 inwoners, voor 45% katholiek, verspreid over 23 parochies. Het omvat delen van county Antrim, county Armagh en county Down. Patroonheiligen zijn de HH. Colman van Dromore en Patrick.

## Kathedraal

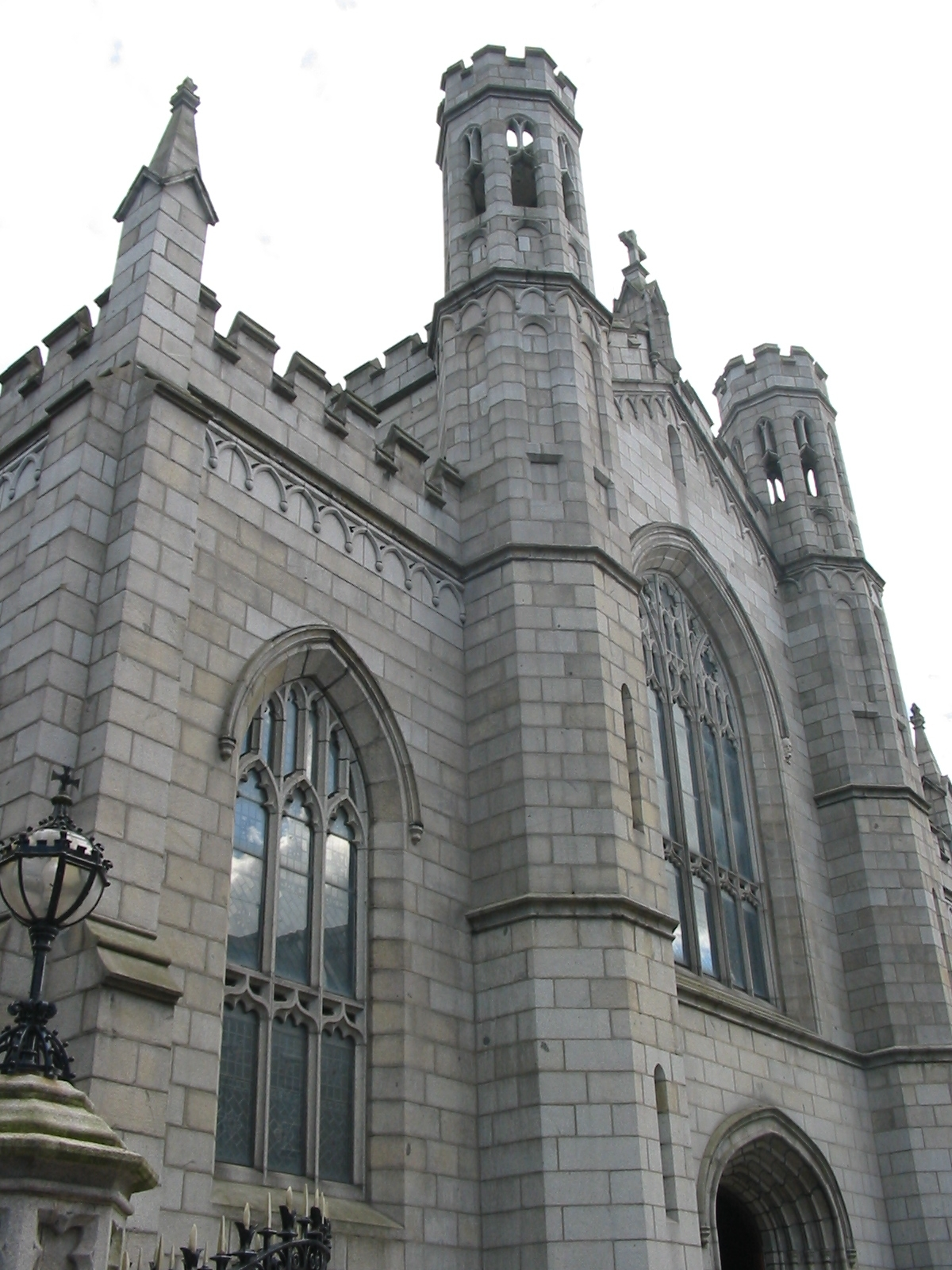
kathedraal in Newry

De kathedraal van het bisdom staat sinds 1829 in Newry. De kerk is gewijd aan de heiligen Patrick en Colman. De oorspronkelijke kathedraal in Dromore was tot 1641 in gebruik bij de Church of Ireland en werd in dat jaar platgebrand door Ierse opstandelingen.